# Rainer Störmer
Rainer Störmer (* 25. September 1961 in Homberg (Efze)) ist ein deutscher Jurist und Richter am Bundesverwaltungsgericht, seit November 2019 Vorsitzender Richter.

## Werdegang
Nach seiner juristischen Ausbildung wurde Störmer wissenschaftlicher Assistent bei Bodo Pieroth am Institut für Öffentliches Recht und Politik an der Westfälischen Wilhelms-Universität in Münster. 1992 wurde er mit der Dissertation „Dogmatische Grundlagen der Verwertungsverbote: eine Untersuchung über die Strukturen strafprozessualer Verwertungsverbote unter dem Einfluss der Verfassung und der Grundsätze des öffentlichen Rechts“ bei Werner Frotscher an der Universität Marburg zum Dr. iur. promoviert.
1998 trat er in den höheren Justizdienst des Landes Sachsen-Anhalt ein, wo er zunächst am Verwaltungsgericht Dessau tätig war. Nach Abordnungen zum Landesverfassungsgericht Sachsen-Anhalt und zum Oberverwaltungsgericht des Landes Sachsen-Anhalt wurde Störmer 2005 zum Vorsitzenden Richter am Verwaltungsgericht Dessau ernannt. Im Juni 2005 folgte eine Abordnung an die Staatskanzlei des Landes Sachsen-Anhalt.
Am 2. Juli 2008 trat Störmer sein Amt als Richter am Bundesverwaltungsgericht an. Dort wurde er dem 5. Revisionssenat zugewiesen, der unter anderem für das Fürsorgerecht, das Staatsangehörigkeitsrecht und das Entschädigungs- und Ausgleichsleistungsrecht zuständig ist. Mit der Ernennung zum Vorsitzenden Richter am 13. November 2019 übernahm er den Vorsitz des 5. Revisionssenats.

## Veröffentlichungen
- Auslegungsverbote und authentische Interpretation. Exemplarische Betrachtungen unter besonderer Berücksichtigung der obligatorischen Richtervorlage an die Gesetzeskommission im Preußen des ausgehenden 18. Jahrhunderts, in: Gilbert Gornig, Urs Kramer, Uwe Volkmann (Hrsg.): Staat, Wirtschaft, Gemeinde, Festschrift für Werner Frotscher zum 70. Geburtstag, Duncker & Humblot, Berlin 2007, ISBN 978-3-428-12565-4
- Gemeinschaftsrechtliche Diskriminierungsverbote versus nationale Grundrechte?, Archiv für Öffentliches Recht (AöR) 123 (1998), S. 541–576
- Renaissance der öffentlichen Ordnung?, Die Verwaltung 30 (1997), S. 233–257